# 10245 Інзельсберг
10245 Інзельсберг (10245 Inselsberg) — астероїд головного поясу, відкритий 24 вересня 1960 року.
Тіссеранів параметр щодо Юпітера — 3,309.